# Roberto Guzmán
Roberto Guzmán (Saltillo, 9 novembre 1936 – Città del Messico, 9 agosto 2002) è stato un attore messicano.
Meglio conosciuto come Roberto "El Flaco" Guzmán. Nel cinema messicano, il suo nome, è da sempre associato alla commedia sexy e al genere erotico che spopolavano negli anni '70 e '80. 
Ha preso parte in tutto a 191 film. 
In Italia è conosciuto per aver interpretato Colorado nella pellicola Tintorera di René Cardona Jr.

## Morte
Il 1º agosto del 2002 l'attore è stato ricoverato all'ospedale di Santa Elena di Città del Messico. Secondo il rapporto di ingresso l'attore stava nuotando quando, a causa di una scivolata, ha battuto la testa. Per nove giorni è stato in terapia intensiva fino al 9 agosto quando, a seguito di questi eventi, morì per infarto cerebrale.
Il suo corpo venne prelevato dalle strutture medico legali e sottoposto, per legge, ad autopsia. Fu sepolto nel cimitero "Mausoleos del Ángel" di Città del Messico, vicino alla tomba del comico Adalberto Martínez ("Resortes").

## Dubbi sulla sua morte
Il 27 ottobre 2002 sul quotidiano La Crónica di Città del Messico è apparso un articolo in cui la famiglia esprime dubbi sulle cause ufficiali della morte dell'attore.

## Filmografia parziale

### Cinema
- Tintorera (1977)